# Ф-34
Ф-34 е 76 мм танковово оръдие, използвано в периода на Втората световна война. Монтирано е само на средния танк Т-34-76.

## История
Работата по създаването на най-произвежданото руско танково оръдие започва през лятото на 1940 г. в ОКБ № 92. Ескизният проект на оръдието е изготвен за модернизирания вариант на танка Т-34 (А-41 или Т-34-76). Съгласно изискването оръдието е трябвало да бъде с балистическите данни на 76 мм дивизионно оръдие. За да се спечели време е използвано 76 мм танково оръдие с балистика на зенитното оръдие Ф-27 обр. 1931, което в този момент се е разработвало за въоръжавне на тежките танкове. Първият опитен образец преминава успешно изпитанията в периода август – октомври 1940 г.
В началото на октомври 1940 г. конструкторското бюро на завод № 183 започва проектирането на танков прототип А-43 (Т-34 основно модернизиран). Въпреки че оръдието все още не е прието на въоръжени именно то се е приемало като единствената възможност за въоръжаване на бъдещия танк.
Оръдието Ф-34 успешно преминава държавните изпитания, като са направни малки доработики (изготвен е нов кожух на откатното устройство и нарези в гилзоуловителя) и в края на декември 1940 г. е прието на въоръжение. Производството му започва в началото на 1941 г. в Завод № 92.

## Модификации
Оръдието има само една модификация, която всъщност не е отразявана с индекс. Със започването на производството на 76 мм танково оръдие ЗИС-5 се изменя и конструкцията на Ф-34. След ноември 1941 г. оръдието се произвежда със следните изменения:
- двуслойната цев е заменена с цев-моноблок;
- монтиране е унифициран затвор (като на ЗИС-2, ЗИС-З и ЗИС-5;
- променена е крепежна муфа на оръдейната люлка.